# Nasuella
A Nasuella az emlősök (Mammalia) osztályának ragadozók (Carnivora) rendjébe, ezen belül a mosómedvefélék (Procyonidae) családjába tartozó nem.

## Tudnivalók
A Nasuella-fajok előfordulási területe Dél-Amerikában van; az Andok északi részének egy kis térségére korlátozódik. Első ránézésre úgy néznek ki, mint a Nasua-fajok, azonban azoknál kisebbek, csak 1-1,5 kilogrammosak. Korábban, a kis ormányosmedve képviseletével monotipikusnak vélték ezt a nemet; a fajnak három alfajt tulajdonítottak, azonban 2009-es genetikai vizsgálatoknak következtében az egyik alfaja önállósult. Ilyenformán a N. meridensis az Andok keleti felén 2000-4000 méteres tengerszint feletti magasságban, míg a N. olivacea ugyanezen hegység nyugati felén körülbelül 1300-4250 méteres magasságban él. Ezeknek az állatoknak 40 darab foguk van; a fogképletük a következő: {\displaystyle {\tfrac {3.1.4.2}{3.1.4.2}}}.

## Rendszerezés
A nembe az alábbi 2 élő faj tartozik:
- Nasuella meridensis (Thomas, 1901)
- kis ormányosmedve (Nasuella olivacea) (J. E. Gray, 1865) - típusfaj

### Fordítás
- Ez a szócikk részben vagy egészben  a   Nasuella című angol Wikipédia-szócikk ezen változatának fordításán alapul.  Az eredeti cikk szerkesztőit annak laptörténete sorolja fel. Ez a jelzés csupán a megfogalmazás eredetét és a szerzői jogokat jelzi, nem szolgál a cikkben szereplő információk forrásmegjelöléseként.